# Resonance (álbum de Asia)
Resonance (también conocido como Resonance: Live in Basel Switzerland) es un álbum en vivo de la banda británica de rock progresivo Asia y fue publicado en 2012 por la discográfica Frontiers Records.
Este disco en directo fue grabado durante un concierto realizado como parte de la gira promocional del álbum Omega en la ciudad de Basilea, Suiza, el 4 de mayo de 2010. Este álbum enlista los temas más conocidos del grupo, así como también del disco Phoenix, publicado en 2008.

## Diferentes lanzamientos
Resonance fue publicado en diferentes fechas según la región: fue lanzado primero en los EE. UU. por la subsidiaria de Frontiers Records, Frontiers America, el 20 de noviembre, mientras que en la Unión Europea fue puesto a la venta tres días después. Además, fue lanzado en tres formatos diferentes: disco compacto, DVD y una versión de lujo en formato digipak, el cual contiene el disco compacto más el DVD. Este último fue lanzado en Europa el mismo día que la edición original, en tanto en Norteamérica fue publicado el 27 de noviembre de 2012.

## Lista de canciones

### Disco compacto

#### Disco uno
| Side one |                                |                            |          |  |
| N.º      | Título                         | Escritor(es)               | Duración |  |
| 1.       | «I Believe»                    | John Wetton / Geoff Downes | 6:43     |  |
| 2.       | «Only Time Will Tell»          | Wetton / Downes            | 4:58     |  |
| 3.       | «Holy War»                     | Wetton / Downes            | 5:59     |  |
| 4.       | «Never Again»                  | Wetton / Downes            | 4:52     |  |
| 5.       | «Through My Veins»             | Wetton / Steve Howe        | 5:31     |  |
| 6.       | «Don't Cry»                    | Wetton / Downes            | 4:23     |  |
| 7.       | «All's a Chord»                | Steve Howe                 | 2:25     |  |
| 8.       | «The Valley of Rocks»          | Steve Howe                 | 3:43     |  |
| 9.       | «The Smile Has Left Your Eyes» | John Wetton                | 5:56     |  |
| 10.      | «Open Your Eyes»               | Wetton / Downes            | 6:56     |  |

#### Disco dos
| Side one |                         |                                      |          |  |
| N.º      | Título                  | Escritor(es)                         | Duración |  |
| 1.       | «Finger on the Trigger» | Wetton / Downes                      | 4:27     |  |
| 2.       | «Time Again»            | Wetton / Downes / Carl Palmer / Howe | 5:15     |  |
| 3.       | «An Extraordinary Man»  | Wetton / Downes                      | 5:14     |  |
| 4.       | «End of the World»      | Wetton / Downes                      | 5:42     |  |
| 5.       | «The Heat Goes On»      | Wetton / Downes                      | 10:57    |  |
| 6.       | «Sole Survivor»         | Wetton / Downes                      | 7:25     |  |
| 7.       | «Go»                    | Wetton / Downes                      | 4:26     |  |
| 8.       | «Heat of the Moment»    | Wetton / Downes                      | 8:38     |  |

### DVD
| Side one |                                |                                 |          |  |
| N.º      | Título                         | Escritor(es)                    | Duración |  |
| 1.       | «I Believe»                    | Wetton / Downes                 | 6:43     |  |
| 2.       | «Only Time Will Tell»          | Wetton / Downes                 | 4:58     |  |
| 3.       | «Holy War»                     | Wetton / Downes                 | 5:59     |  |
| 4.       | «Never Again»                  | Wetton / Downes                 | 4:52     |  |
| 5.       | «Through My Veins»             | Wetton / Howe                   | 5:31     |  |
| 6.       | «Don't Cry»                    | Wetton / Downes                 | 4:23     |  |
| 7.       | «All's a Chord»                | Steve Howe                      | 2:25     |  |
| 8.       | «The Valley of Rocks»          | Steve Howe                      | 3:43     |  |
| 9.       | «The Smile Has Left Your Eyes» | John Wetton                     | 5:56     |  |
| 10.      | «Open Your Eyes»               | Wetton / Downes                 | 6:56     |  |
| 11.      | «Finger on the Trigger»        | Wetton / Downes                 | 4:27     |  |
| 12.      | «Time Again»                   | Wetton / Downes / Palmer / Howe | 5:15     |  |
| 13.      | «An Extraordinary Man»         | Wetton / Downes                 | 5:14     |  |
| 14.      | «End of the World»             | Wetton / Downes                 | 5:42     |  |
| 15.      | «The Heat Goes On»             | Wetton / Downes                 | 10:57    |  |
| 16.      | «Sole Survivor»                | Wetton / Downes                 | 7:25     |  |
| 17.      | «Go»                           | Wetton / Downes                 | 4:26     |  |
| 18.      | «Heat of the Moment»           | Wetton / Downes                 | 8:38     |  |

## Créditos

### Asia
- John Wetton — voz principal, bajo y guitarra acústica
- Geoff Downes — teclado y coros
- Carl Palmer — batería
- Steve Howe — guitarra acústica, guitarra eléctrica y coros

### Producción
- Asia — productor
- Steve Rispin — productor e ingeniero de sonido
- Andy Burgess — productor adicional
- Dean Griffin — productor adicional
- Michael Schorlepp — ingeniero de sonido y camarógrafo
- Bernhard Baran — director, editor y camarógrafo
- Simone Angelini — técnico de sonido (en la batería)
- Joe Comeau — técnico de sonido (en la guitarra)
- Rick Nelson — técnico de sonido (en el bajo) y archivista
- Andy Clark — director de iluminación y efectos visuales
- Daniel Earnshaw — director del proyecto
- Paul Silveira — director de la gira
- Daniel Freund — camarógrafo
- Alexander Haas — camarógrafo
- Nicholas Hecker — camarógrafo
- Rudiger Jonitz — camarógrafo
- Stephan Ramme — camarógrafo
- Sebastian Spann — camarógrafo
- Patzy Cacchio — asistente de producción
- Maria Lundy — asistente de producción
- Nathan Parsons — asistente de producción
- Valentina Pianezzi — asistente de producción
- Adam Sargent — asistente de producción

### Trabajo artístico
- Roger Dean — diseñador del logo de portada
- Michael Inns — ilustrador
- Jim Corso — fotógrafo
- Dave Gallant — diseño web
- Michael Milbourn — diseño web

### Administración y otros
- Martin Darvill — administrador
- Grant Court — contador
- Steve Jeffery — contador
- Cat Macmorland — contador
- Richard Rosemberg — contador
- Gavin Crumpton — encargado de herramienta de autor
- Bruce Pilato — encargado de mercadotecnia y relaciones públicas
- Mishcon de Reya — consejero legal
- Phipps Nizer — consejero legal